# 히라타 히로미
히라타 히로미(일본어: 平田 宏美, 1978년 2월 19일~)는 일본의 아임 엔터프라이즈에 소속되어 있는 성우이다.

## 에로게 활동 명의
- 카가 히카루 (加賀 ヒカル)
- 와타베 츠카사 (綿部 つかさ)
- 니시키베 츠카사 (錦部 つかさ)
- 히노키 카오루 (ひのき かをる)
- 미야마 레이코 (深山 怜子)
- 아오야마 하루 (青山 ハル)
- 이카와 미노리 (伊川 美乃里)
- 시로히메 미오 (白姫 澪)
- 나가시마 하야테 (長嶋 はやて)
- 니시나 이부키 (仁科 伊吹)

## 성우로서의 활동 (성인용 작품)
- 같은 연도 내에서는 작품의 이름에 따라 가나다순으로 정렬되어 있습니다.
- 굵은 글씨는 메인 캐릭터입니다.

### 성인용 미소녀 게임
- 2012년
  - 츠지도우씨 순애 로드 / 코시고에 마키 (카가 히카루 명의)

## 성우로서의 활동 (전연령 작품)
- 같은 연도 내에서는 작품의 이름에 따라 가나다순으로 정렬되어 있습니다.
- 굵은 글씨는 메인 캐릭터입니다.

### TV 애니메이션
- 2003년
  - R.O.D -THE TV- / 마기 무이

- 2005년
  - 조이드 제네시스 / 루지 파밀런

- 2010년
  - 진 연희†무쌍 ~소녀대란~ / 위연
  - 축복의 캄파넬라 / 미제 알트워즈, 몬테키아

- 2011년
  - THE IDOLM@STER / 키쿠치 마코토

### OVA
- 2008년
  - THE IDOLM@STER LIVE FOR YOU! / 키쿠치 마코토

- 2011년
  - 진 연희†무쌍 ~소녀대란~ †아와왓 DVD 제7권은 OVA 스페셜입니다~† / 위연

- 2015년
  - 섬란 카구라 ESTIVAL VERSUS -수영복투성이 전야제- / 미야비

### 극장판 애니메이션
- 2014년
  - THE IDOLM@STER MOVIE 빛의 저편으로! / 키쿠치 마코토

### 웹 애니메이션
- 2013년
  - 푸치마스! -푸치 아이돌마스터- / 키쿠치 마코토, 마코치

- 2014년
  - 푸치마스!! -푸치푸치 아이돌마스터- / 키쿠치 마코토, 마코치

### 게임
- 2005년
  - THE IDOLM@STER / 키쿠치 마코토

- 2008년
  - THE IDOLM@STER LIVE FOR YOU! / 키쿠치 마코토

- 2009년
  - THE IDOLM@STER SP / 키쿠치 마코토
  - THE IDOLM@STER Dearly Stars / 키쿠치 마코토

- 2011년
  - THE IDOLM@STER 2 / 키쿠치 마코토

- 2012년
  - THE IDOLM@STER SHINY FESTA / 키쿠치 마코토

- 2013년
  - 아이돌마스터 신데렐라 걸즈 / 키쿠치 마코토
  - 아이돌마스터 밀리언 라이브! / 키쿠치 마코토

- 2014년
  - 아이돌마스터 원 포 올 / 키쿠치 마코토

- 2015년
  - 아이돌마스터 머스트 송스 / 키쿠치 마코토

- 2016년
  - 아이돌마스터 플라티나 스타즈 / 키쿠치 마코토